# Монумент Сталину (Чебоксары)
Монумент И. В. Ста́лину — ныне утраченный монумент, установленный в 1930-х годах в детском парке имени 10-летия Октября в городе Чебоксары Чувашской АССР.

## История
26 апреля 1918 года, нарком по делам национальностей РСФСР Иосиф Виссарионович Сталин предложил создать Чувашскую АССР со столицей в городе Чебоксары.
В знак благодарности от чувашского народа за создание Республики в начале 1930-х годов в городе Чебоксары был установлен монумент И. В. Сталину. Монумент был установлен в детском парке имени 10-летия Октября, расположенном рядом с парком имени Н. К. Крупской. Оба парка находились на территории современного Чебоксарского залива около Красной площади.
Монумент был демонтирован в октябре 1961 года. 